# Airdrie (Canada)
Airdrie is een stad (city) in de Canadese provincie Alberta en telt 61.581 inwoners (2016). Airdrie is een slaapstad van Calgary, gelegen direct ten noorden van Calgary en kent een enorme bevolkingsgroei in de laatste decennia. Zo groeide Airdrie van 1.408 inwoners in 1976 naar 8.414 in 1981, 20.382 in 2001, 28.927 inwoners in 2006, 42.564 inwoners in 2011 naar 61.581 inwoners in 2016, 74.100 inwoners in 2021. Airdrie werd een stad op 1 januari 1985, daarvoor was het plaats.

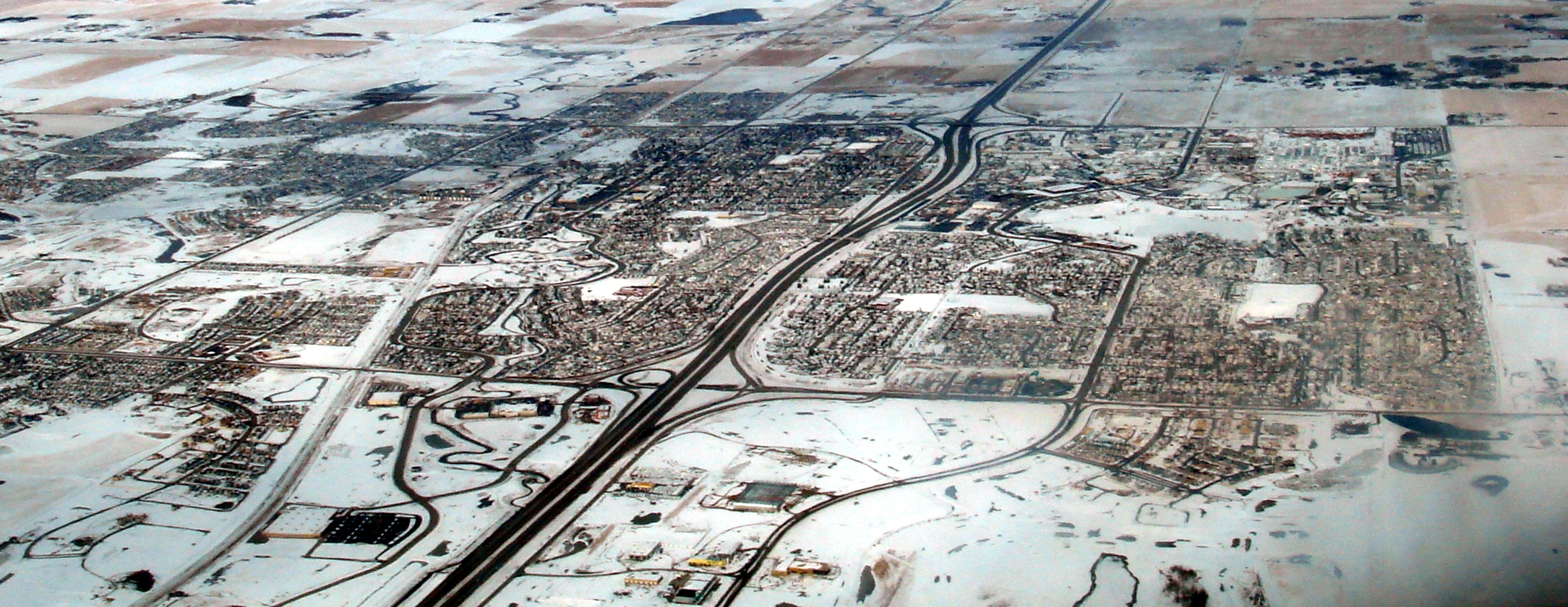
Luchtfoto van Airdrie